# Горески, Владо
Владо Горески (макед. Владо Ѓорески; род. 21 апреля 1958, Битола) — югославский и македонский художник-график.
Владо Горески является художественным руководителем Международного графического триеннале — Битола, Северная Македония. Он работает как куратор современного искусства в Институте и Музее в Битоле.
Он участвовал во многих персональных и групповых выставках: Словения, Франция, Англия, Италия, Мексика и другие.

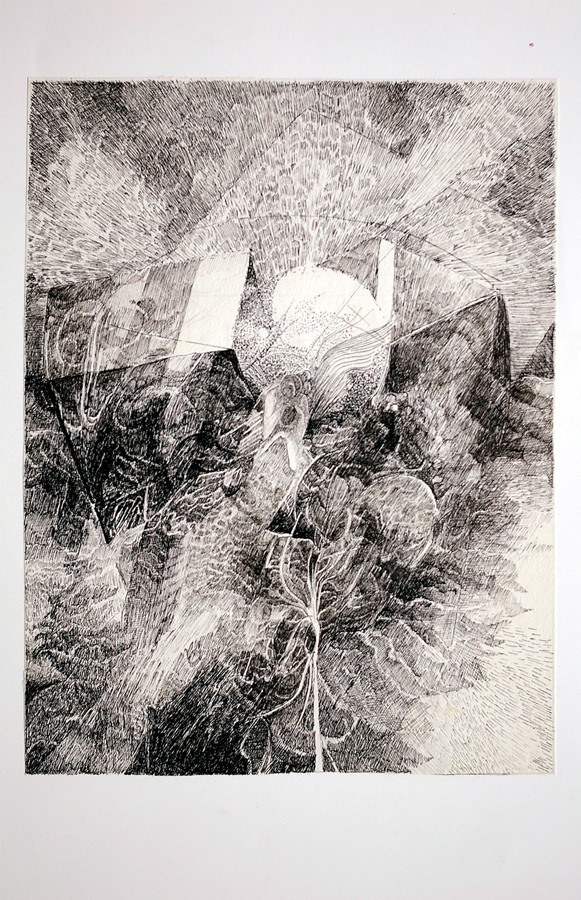
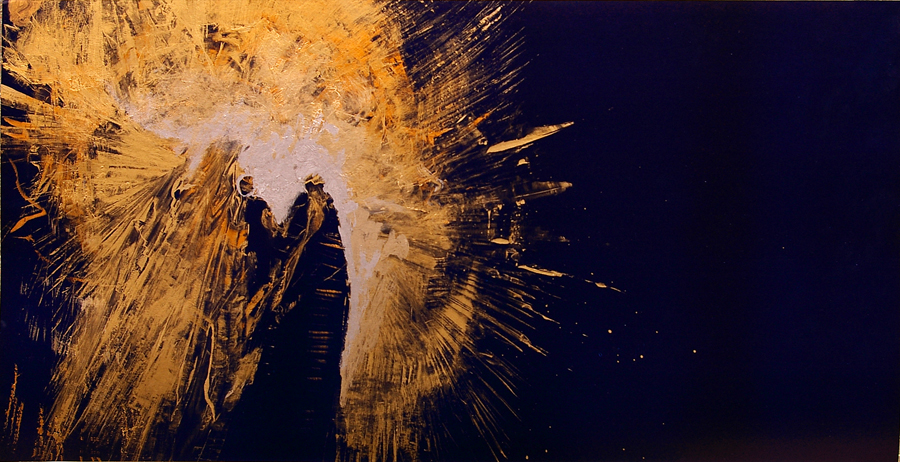
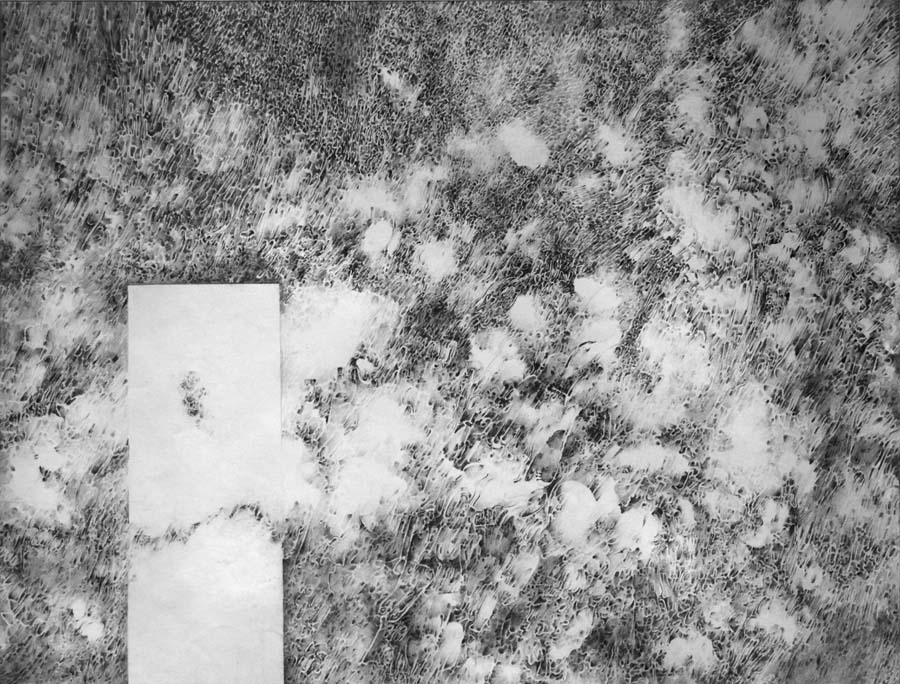

Он автор около ста сценографий, созданных в Северной Македонии, Болгарии, Хорватии, Франции. Он получил несколько наград за графическое художественное творчество — Номинации и награды 2-е издание, Яссы, Румыния, 2017 — ОСОБАЯ НАГРАДА,2017 и около двадцати национальных наград за сценографию и художественное творчество.